# Condado de Sawyer
O Condado de Sawyer é um dos 72 condados do Estado americano do Wisconsin. A sede do condado é Hayward, e sua maior cidade é Hayward. O condado possui uma área de 3 497 km² (dos quais 243 km² estão cobertos por água), uma população de 16 196 habitantes, e uma densidade populacional de 5 hab/km² (segundo o censo nacional de 2000). O condado foi fundado em 1883.